# Ecgberht Ier (roi du Kent)
Pour les articles homonymes, voir Egbert.
Ecgberht Ier ou Egbert Ier est roi du Kent de 664 à sa mort, le 4 juillet 673.

## Biographie
Fils du roi Eorcenberht et de la princesse est-anglienne Seaxburh, Ecgberht devient roi après la mort de son père, survenue le 14 juillet 664, sous la régence de sa mère. La légende associée à sainte Mildrith rapporte qu'il fait tuer ses cousins Æthelred et Æthelberht, fils de son oncle Eormenred, probablement pour des raisons dynastiques. Pour expier ce péché, il aurait ensuite financé la fondation du monastère de Minster-in-Thanet, dont la première abbesse est Domne Eafe, la sœur des princes assassinés.
Le royaume du Kent a perdu en importance depuis les règnes d'Æthelberht et Eadbald, mais il continue à jouir d'un certain prestige sous le règne d'Ecgberht, notamment grâce à ses liens dynastiques avec les cours mérovingienne (sa grand-mère et son arrière-grand-mère sont franques,), est-anglienne (par sa mère) et mercienne (par sa sœur Eormenhild, épouse du roi Wulfhere). Sa domination s'exerce de façon certaine sur l'est du Surrey, où il patronne la fondation de l'abbaye de Chertsey en 666, et peut-être également sur l'Essex, voire le Sussex.
Ecgberht est également à l'origine de la fondation de l'abbaye de Reculver (en) à travers le don d'un domaine à son prêtre Bassa en 669. Il meurt le 4 juillet 673 en laissant deux fils, Eadric et Wihtred. C'est néanmoins son frère Hlothhere qui lui succède à sa mort, probablement en raison du jeune âge des deux princes.